# Rab Nachman
Rab Nachman bar Jakob (Raw Nachman ben Jakob), gewöhnlich einfach Rab Nachman, war ein Amoräer der 3. Generation in Babylon.
Er war Schüler des Samuel (nach einigen auch Schüler von Rab), bei dem sein Vater die Stellung eines Gerichtsschreibers innehatte. Nachman war der Schwiegersohn des Rabba b. Abuha (und auch dessen Schüler?) in Mahuza und Gastfreund des palästinischen Isaak II. In seinem Haus beschäftigte man sich viel mit Masora.
Nachman leitete zwar keine eigene Schule/Jeschiva, war aber ein häufiger Teilnehmer an den Diskussionen der Schulen/Jeschivot in Sura und Mahuza.
Nicht immer ist er präzise von seinem Schüler Rab Nachman bar Isaak zu unterscheiden.
Er starb im Jahr 320.